# Каллен скинк

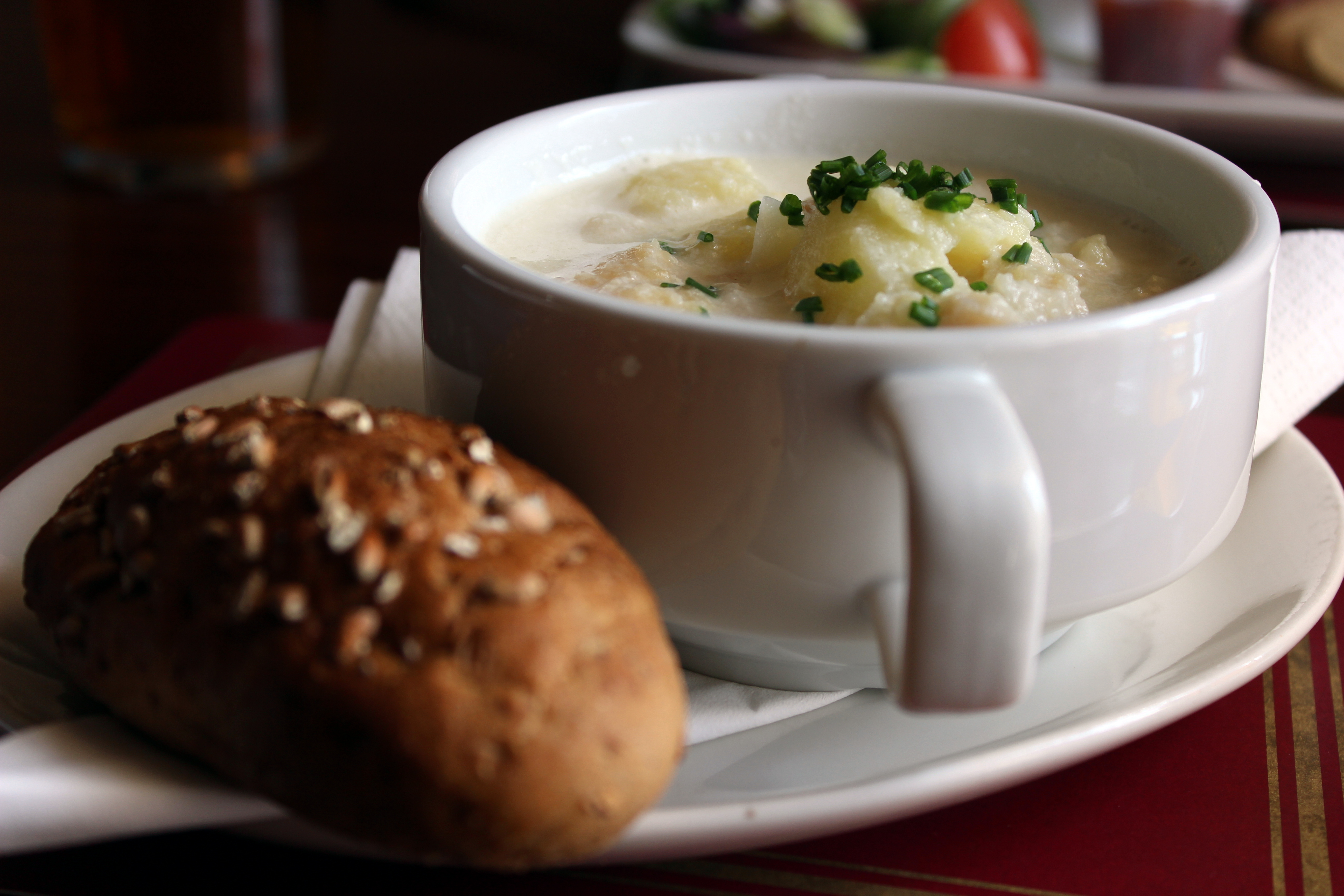
Каллен скинк подаётся с хлебом

Каллен скинк (англ. Cullen Skink) — густой шотландский суп из копчёной пикши, картофеля и лука. Настоящий калленский скинк использует финнан хадди — пикшу холодного копчения, продукт особого местного метода копчения в северо-восточной Шотландии с зеленой древесиной (которая была недавно спилена) и торфом. Но этот суп также можно приготовить из любой другой копчёной пикши.
Каллен скинк — местное фирменное блюдо города Каллен в округе Мори, на северо-восточном побережье Шотландии. Его часто подают в качестве закуски на официальных шотландских обедах и праздниках, но также его можно часто встретить как повседневное блюдо на северо-востоке Шотландии.
В местных рецептах приготовления супа есть небольшие вариации, например, использование молока вместо воды или добавление сливок. Другие варианты включают пюре из картофеля для загущивания супа. Каллен скинк традиционно подавали с хлебом. Посыпается зеленью петрушки.
Этот шотландский суп был описан как «более дымный и напористый, чем американский чаудер, более насыщенный, чем классический французский биск».
Каллен скинк фигурирует во многих традиционных шотландских кулинарных книгах, а также в меню ресторанов и отелей Шотландии, остальной части Великобритании и других стран. В 2012 году обозреватель Guardian описал это блюдо как «молочный рыбный суп, который, несомненно, заменил в нашем сознании хаггисы и каши как фирменное блюдо Шотландии».

## Этимология
Скинк — это шотландское слово, обозначающее голень, сустав или кусок говядины, и которым стали именовать супы вообще, особенно приготовленные из этой части туши. Слово skink восходит к средненидерландскому schenke «голень» (родственное английскому слову shank и немецкому Schenkel, «бедро», и Schinken, «ветчина»).